# Beat Down
Beat Down è un singolo realizzato dai produttori Steve Aoki e Angger Dimas, con la collaborazione della rapper australiana Iggy Azalea. Il brano è stato pubblicato nel 2012 ed estratto dall'album Wonderland (Remixed).

## Tracce
- Download digitale - Singolo

1. Beat Down (Original Mix) – 4:04

- Download digitale - EP

1. Beat Down (Explicit Mix) – 4:04
2. Beat Down (Clean Mix) – 4:04
3. Beat Down (Donaeo mix) – 4:42
4. Beat Down (Devolution Remix) – 5:35
5. Beat Down (Paris Esquire AfroRnBeat Mix) – 3:17

- Download digitale - Remixes

1. Beat Down (Afrojack Remix) – 4:31
2. Beat Down (Larry Tee & Attack Attack Attack) – 4:17

## Classifiche
| Classifica (2012) | Posizione massima |
| ----------------- | ----------------- |
| Belgio (Fiandre)  | 109               |
| Paesi Bassi       | 59                |